# Médenine Sud
Médenine Sud est une délégation tunisienne dépendant du gouvernorat de Médenine.
| Hommes | Classe d’âge | Femmes |
| ------ | ------------ | ------ |
| 1 244  | 75 ou +      | 1 241  |
| 3 199  | 60-74 ans    | 3 207  |
| 5 372  | 45-59 ans    | 5 868  |
| 6 775  | 30-44 ans    | 8 260  |
| 5 586  | 15-29 ans    | 6 359  |
| 8 643  | 0-14 ans     | 8 157  |